# Alberto Socarrás
Alberto Socarrás (Manzanillo (Cuba), 19 september 1908 – New York, 26 augustus 1987) was een uit Cuba afkomstige Amerikaanse jazzmuzikant (fluit, saxofoon, klarinet) en orkestleider, die zowel Latijns-Amerikaanse muziek alsook jazz speelde.

## Biografie
Socarrás leerde vanaf 1915 het fluitspel aanvankelijk bij zijn moeder Dolores Estacio, voordat hij verdere studies vervolgde aan het conservatorium van Santiago de Cuba en het Timothy Music Conservatory in New York.
Hij speelde eerst in het theaterorkest van Arquimedes Pous en in enkele jazzbands in Havana, voordat hij in 1927 verhuisde naar de Verenigde Staten. Hij werd meteen lid van de band van Clarence Williams en nam in hetzelfde jaar zijn eerste fluitsolo op in de jazz (Shooting the Pistol bij Paramount Records). Tussen 1928 en 1933 behoorde hij tot de revue The Blackbirds. Ook was hij betrokken bij een verdere fluitsolo aan Lizzie Miles' opname van You're Such a Cruel Papa to Me (1928). Verdere opnamen speelde hij in voor Walter Bennetts Swamplanders (1930) en voor Russell Woodings Grand Central Red Caps (1931).
In 1933 speelde hij bij Benny Carter. In 1934 formeerde hij een eigen band, die optrad in de Cotton Club en in Small's Paradise. In 1935 speelde hij bij Sam Wooding om daarna als Cuba's antwoord op Duke Ellington eigen bands te leiden, waartoe muzikanten als Edgar Sampson, Mongo Santamaría en Cab Calloway behoorden en waarmee hij sinds 1935 meermaals opnam en ook optrad in de Carnegie Hall. In 1937 speelde hij bij Erskine Hawkins om daarna tijdens een Europese tournee te fungeren als muzikaal leider van de Cubaanse vrouwenband Anacaona. In 1939 formeerde hij weer een bigband onder zijn eigen naam, waartoe Dizzy Gillespie behoorde. Vanaf 1947 nam hij meermaals op voor RCA Victor. Deze opnamen werden daarna als Socarrás and His Magic Flute samengevat op een album. In 1949 was hij ook betrokken bij opnamen van Babs Gonzales en in 1959 bij het album Tambo! van Tito Puentes. 

## Overlijden
Alberto Socarrás overleed in augustus 1987 op 78-jarige leeftijd.

## Discografie
- 1956: Socarras, His Magic Flute and Orchestra: Latin Impressions Decca Records
- 1957: Jean Vincent with Orchestra Conducted by Alberto Socarras
- 1959: Socarras and His Orchestra: Cha Cha Cha and Mambos (Decca Records)